# Lugalzagezi
Lugalzagezi Umski (sumersko LUGAL.ZAG.GE.SI 𒈗𒍠𒄀𒋛) je bil kralj Sumerije, ki je vladal od okoli  2358 do 2334 pr. n. št. (srednja kronologija). Bil je zadnji sumerski kralj, preden je Sumerijo osvojil akadski kralj Sargon. Lugalzagezi se šteje za člana tretje uruške dinastije in končnega  zmagovalca Ume v več generacij dolgih sporih z mestno državo Lagaš za plodno ravnino Gu-Edin. Po zmagi je za krajše obdobje združil Sumerijo v eno kraljestvo.

## Poreklo
Iz napisov na Lugalzagezijevi vazi iz Nipurja je razvidno, da je bil Lugalzagezi sin Ukuša, guvernerja Ume:
Lugal-zagesi-si, kralj Uruka, kralj Dežele, duhovnik Ane, prerok Nidabe; sin Ukuša, patesija Ume, preroka Nidabe; tisti, ki ga je bogato obdaril Ana, kralj Dežele; veliki patesi Enlil; ki ga je Enki obdaril z razumom; katerega ime je govoril Babar (bog Sonca), glavni svečenik Enzuja (bog Lune), predstavnik Babarja, zavetnika Ninija, sin Nidabe, ki ga je Ninkarsag, služabnik boga Mesa, hranil s svetim mlekom, svečenik Uruka, učenec Ninabukkadu, gospodarice Uruka, veliki svečenik bogov.— Napis na Lugalzagezijevi vazi iz Nipurja

## Vladanje
Lugalzagezi je izvajal ekspanzionistično politiko. Kariero je začel kot ensi Ume, od koder je osvojil več sumerskih mestnih držav. V sedmem letu vladanja je osvojil Uruk, priključil večino ozemlja Lagaša kralja Urukagine in ustanovil prvo dokumentirano kraljestvo, ki je obsegalo vso Sumerijo. Uničenje je opisano v žalostinki, ki je morda najzgodnejši primer kasneje priljubljene sumerske knjižne zvrsti:
"Možje Ume ... so storili greh proti Ningirsuju … v napadu ni bilo nikogar od Urukagine, kralja Girsuja, ampak Lugalzagezi, guverner Ume, naj mu greh na vrat obesi njegova boginja Nisaba."
— Žalostinka kralja Urukagine o padcu Lagaša
Lugalzagezi je kasneje napadal Kiš, kjer je strl Ur-Zababo, Ur, Nipur, Larso in Uruk, kjer je ustanovil svojo novo prestolnico. Po Seznamu sumerskih kraljev je vladal 25 (ali 34) let.
Lugalzagezi je v napisu na svoji vazi trdil, da mu je Enlil dal "vse dežele med zgornjim in spodnjim morjem", se pravi med Sredozemskim morjem in Perzijskim zalivom:
"Ko je Enlil, kralj vseh dežel, podelil kraljestvo Dežele Lugalzageziju,  je odrešil "oči" Dežele; vse dežele je vrgel pod njegove noge; vse, od sončnega vzhoda do zahoda, so pokleknile pred njim."
— Zapis na Lugalzagezijevi vazi iz Nipurja
Četudi Lugalzagezijev vdor na Sredozemlje v očeh nekaterih sodobnih učenjakov ni bil kaj več kot "uspešna vojaška predstava", napis prvič v zgodovini omenja kakšnega sumerskega vladarja, ki je trdil,  da je dosegel nekaj, kar je bilo za Sumerce  zahodni rob sveta. Zgodovinski zapisi na mnogo kasnejših tablicah omenjajo, da je Sredozemlje in gorovje Taurus osvojil tudi nekoliko zgodnejši adabski vladar Lugal-Ane-Mundu. Zapisi iz obdobja pred Sargonom so še vedno preveč nepopolni, da bi znanstvenikom omogočili zanesljivo rekonstrukcijo dejanskih dogajanj.
Lugalzagezija je porazil in njegovo kraljestvo k svojemu priključil Sargon Akadski. Po poznejših babilonskih različicah zapisov je Sargon  po uničenju obzidja  Uruka Lugalzagezija ujel in ga, privezanega okoli vratu, vodil do Enlilovega templja v Nipurju:
Sargon, kralj Akada, skrbnik Inane, kiški kralj, Anujev maziljenec, kralj Dežele, guverner Enlila: premagal je mesto Uruk in razbil njegovo obzidje, v bitki pri Uruku je zmagal, med bitko ujel kralja Lugalzagezija Uruškega in ga na ovratnici vodil do Enlilovih vrat.— Sargonov napis (starobabilonska kopija iz Nipuruja)

## Lugalzagezijeva vaza iz Nipurja
Lugalzagezijeva vaza iz Nipurja vsebuje obsežen posvetilni napis, ki je rekonstruiran iz fragmentov vaze.

## Drugi napisi in skulpture
- Žalostinka o Lugalzagezijevi osvojitvi Lagaša, obdobje kralja Urukagine okoli 2350 pr. n. št.[19][20]
- Lugalzagezi, governer Ume (Lugalzagesi ensi Ummaki)  v  "Žalostinki o uničenju Lafaša"[21]
- Ujetniki v spremstvu vojaka na steli zmage Sargona Akadskega okoli 2300 pr. n. št.[22][23] Muzej Louvre.